# 堀葵衣
堀 葵衣（ほり あおい、1998年3月12日 -  ）は、静岡放送（SBS）のアナウンサー。

## 来歴・人物
石川県金沢市出身。身長154.6cm。石川県立金沢二水高等学校、首都大学東京都市教養学部卒業。
The brightest award 2017（首都大学東京のミスコンテスト）に出場し、グランプリを受賞。これを機にリゼクリニックのCMに出演。
UNIDOL2019 Fresh skyblueに「エスガールズ」のリーダーとして出場し、準優勝を果たす。
大学時代には、ストリートダンスサークルに所属。
2020年4月、青森放送にアナウンサーとして入社。同社で2年間のアナウンサーとしての勤務を経て、2022年3月をもって青森放送を退社。
2022年4月1日付で静岡放送（SBS）に移籍。
特技は生ビールアート、静岡放送のアナウンサー紹介ページではドラマ鑑賞、散歩、ダンス、ゲーム、占い、電話も記載されている。

## 担当番組

### テレビ
- Soleいいね! （2022年4月 - 、SBSテレビ）
- しずおか びっくりTV
- 静岡発そこ知り
- 静岡新聞ニュース
- Nスタ（第1部コーナー「歩いて発見!すたすた中継」リポーターとして静岡県内から中継出演、2023年5月 - 不定期出演）※TBSテレビ制作
- THE_TIME,（2025年1月 - 、「列島リアルタイム中継」静岡県担当リポーター。不定期出演）※TBSテレビ制作

### ラジオ
- 桃乃木かなのコレいいのかな!?（2025年1月26日、2024年12月17日、 9月30日、6月25日、3月31日、2023年3月25日）
- 静岡新聞ニュース

## 過去の担当番組

### テレビ
- 冠ザコシの冠冠大冠（2025年2月23日）

### ラジオ
- 鉄崎幹人のWASABI - 月曜・火曜パートナー（2022年4月4日[4] - 2025年3月25日）

### テレビ
- 東奥日報ニュース
- RABニュースレーダー 天気キャスター（月曜・火曜、隔週で金曜、2020年10月 - 2022年3月）

### ラジオ
- FRESH TIME（木曜・金曜、2020年10月 - 2021年3月）
- 今日も!あさぷり（水曜・木曜、2021年3月31日 - 2022年3月24日、2021年9月22日までは水曜のみ）[5]
- あこもこジョッキー（月 - 金曜、2021年3月29日 - 2022年3月）
- ほりちゃんのゆったりホリごたつ（ - 2022年3月23日）
- 東奥日報ニュース